# Vĩ thảo tấm
Vĩ thảo tấm (danh pháp hai phần: Brachiaria brizantha) là một loài thực vật có hoa trong họ Hòa thảo. Loài này được (A.Rich.) Stapf mô tả khoa học đầu tiên năm 1919.